# Марк Диадох
Марк Диадо́х Фотики́йский (греч. Μάρκος Διάδοχος Φωτικής;  IV век) — епископ Фотики (современный город Парамитья) в Эпире Иллирийском в IV веке, писатель. Предположительно то, что Марк Диадох был современником  Афанасия Великого  и его сподвижником в борьбе с aрианами. Марк — автор сочинения «Слово против ариан», которое иногда ошибочно приписывают Диадоху Фотикийскому. «Слово против ариан» напечатано в 65 томе Греческой Патрологии (col. 1141-1212).